# ملعب ايسلاس مالفيناس
ملعب ايسلاس مالفيناس (بالإنجليزية: Estadio Islas Malvinas)‏ هو ملعب كرة قدم يقع في بوينس آيرس، الأرجنتين، يتسع لـ 12,199 متفرج.

## التاريخ
افتتح الملعب في 1963.